# Chiridiella sarsi
Chiridiella sarsi är en kräftdjursart som beskrevs av Markhaseva 1983. Chiridiella sarsi ingår i släktet Chiridiella och familjen Aetideidae. Inga underarter finns listade i Catalogue of Life.